# Levie
 Levie  là một xã của tỉnh Corse-du-Sud, thuộc vùng Corse, trên đảo Corse ở Pháp.

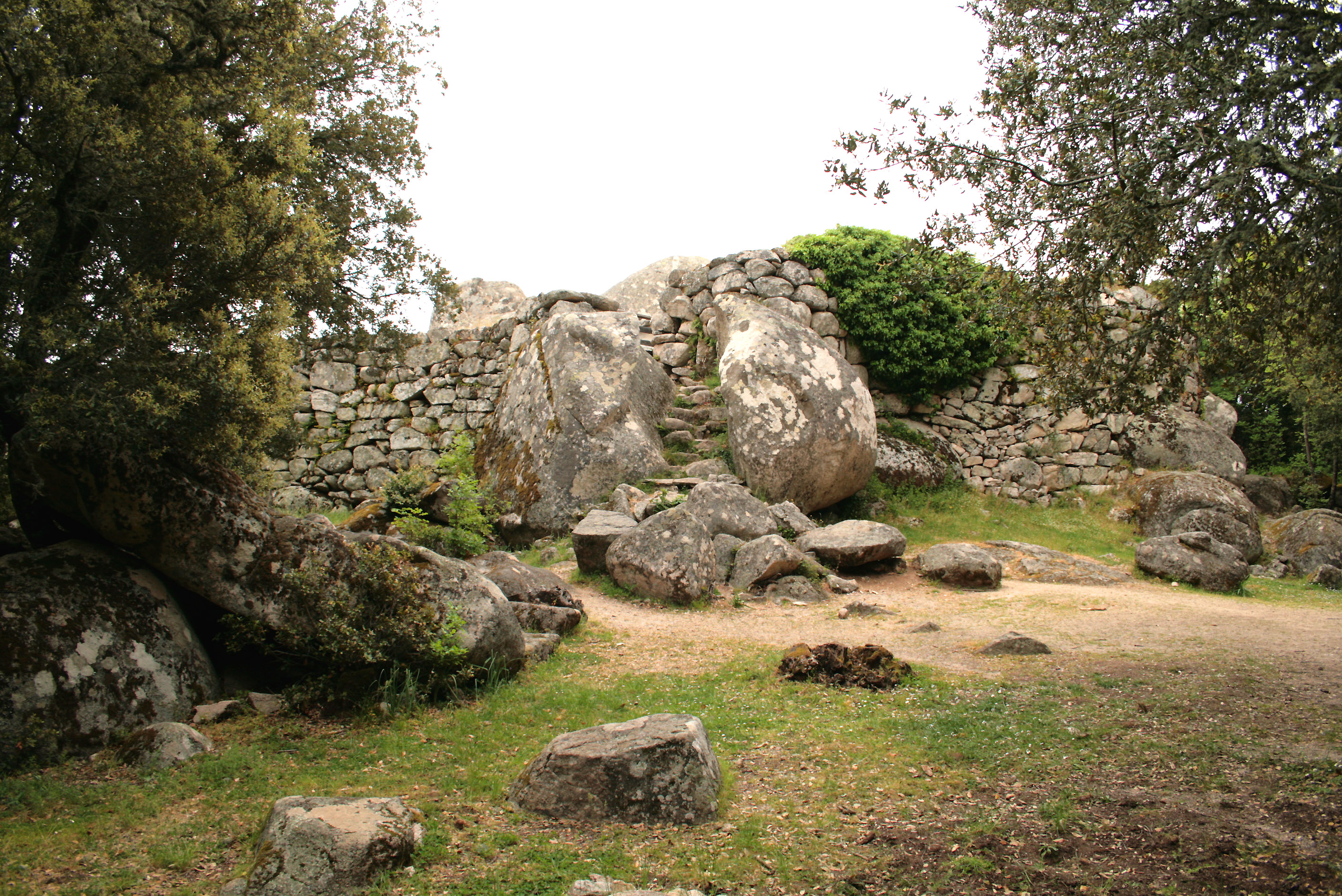
Entry stairs and cyclopean walls of the prehistoric fortress of Cucuruzzu.